# Suerre
Suerre fue el nombre con que se conoció a una región de Costa Rica ubicada en la Vertiente del Caribe, en la actual provincia de Limón. Recibe este nombre por el río Suerre, como se le conocía en la época precolombina a los ríos Reventazón y Parismina, que forman una misma cuenca hidrográfica. En la actualidad, solo uno de los afluentes del río Parismina es conocido como río Suerre. El nombre de Suerre también se extendió para denominar a los indígenas que, a la llegada de los españoles a Costa Rica, tenían un reino en este territorio, que se extendía aproximadamente desde la laguna del río Tortuguero hasta el río Pacuare y hacia el oeste desde la llanura del Tortuguero y Santa Clara hasta el río Sarapiquí. El nombre Suerre es un hidrónimo del idioma suerre y viene de las palabras sue y ri, que significan tortugas y río respectivamente.
Durante la época de la conquista de Costa Rica, la región de Suerre fue conocida porque se creía que en ella abundaba el oro, merced a los objetos de este metal que Cristóbal Colón, a su llegada a Costa Rica en 1502, había descrito que los indígenas locales utilizaban como joyería, lo que motivó, en gran medida, gran cantidad de expediciones al país que tenían como objetivo acceder a la Vertiente del Atlántico, de difícil acceso por las condiciones climáticas y topográficas, y por la fiera resistencia de los aborígenes. Indirectamente, el deseo de los conquistadores por acceder a las supuestas riquezas de esta región fue lo que finalmente permitió la conquista y colonización del Valle Central de Costa Rica.
La región fue explorada superficialmente por Martín de Estete en 1529, pero la expedición más importante fue la de Diego Gutiérrez y Toledo en 1544, quien logró adentrarse profundamente en la provincia navegando el río Parismina, llegando hasta la faldas del volcán Turrialba y visualizando por primera vez el territorio del Valle del Guarco. Los datos más antiguos sobre los suerres, sobre todo en lo que se refiere al nombre de sus principales monarcas, como Chiupa, Camaquiri y Cocorí, se deben al cronista milanés Girolamo Benzoni, que formó parte de la expedición bajo el mando de Diego Gutiérrez y Toledo, y que logró sobrevivir al desastre en que terminó la misma.

## Territorio
Durante la época precolombina, el vasto territorio correspondiente a la Vertiente Atlántica de Costa Rica estuvo ocupado por un gran número de pueblos y cacicazgos. El reino de Suerre era uno de los cuatro reinos indígenas ubicados en la región del Caribe central de Costa Rica durante el siglo XVI, junto a los reinos de Pococí, Tariaca y Talamanca. Los suerres, como se conoció a sus habitantes, ocupaban la parte de la costa atlántica al norte del río Reventazón, hasta colindar con las llanuras de Tortuguero, y tenían como vecinos, al sur, a los pococes, que se encontraban propiamente entre los ríos Reventazón y Matina, y al oeste, a los botos, entre los ríos Sarapiquí y San Carlos. Tanto suerres como pococes formaban parte del Señorío del Guarco o Reino Huetar de Oriente, que se extendía desde el Valle del Guarco, donde se ubica actualmente la ciudad de Cartago, hasta la región del Caribe central, en las poblaciones de Suerre, Pococí y Chirripó. El principal asentamiento de los suerres estuvo ubicado a orillas del río Parismina, donde confluyen los ríos Reventazón y Jiménez.
| Nicaraos Ramas Nicoya (chorotegas) Océano Pacífico Guatusos Río Sarapiquí Botos Valle Central (Garabito) Valle del Guarco (El Guarco) Quepoa Mar Caribe Suerres Pococes Bribris Talamanca Cabécares Coctu Borucas Guaymíes |

## Historia

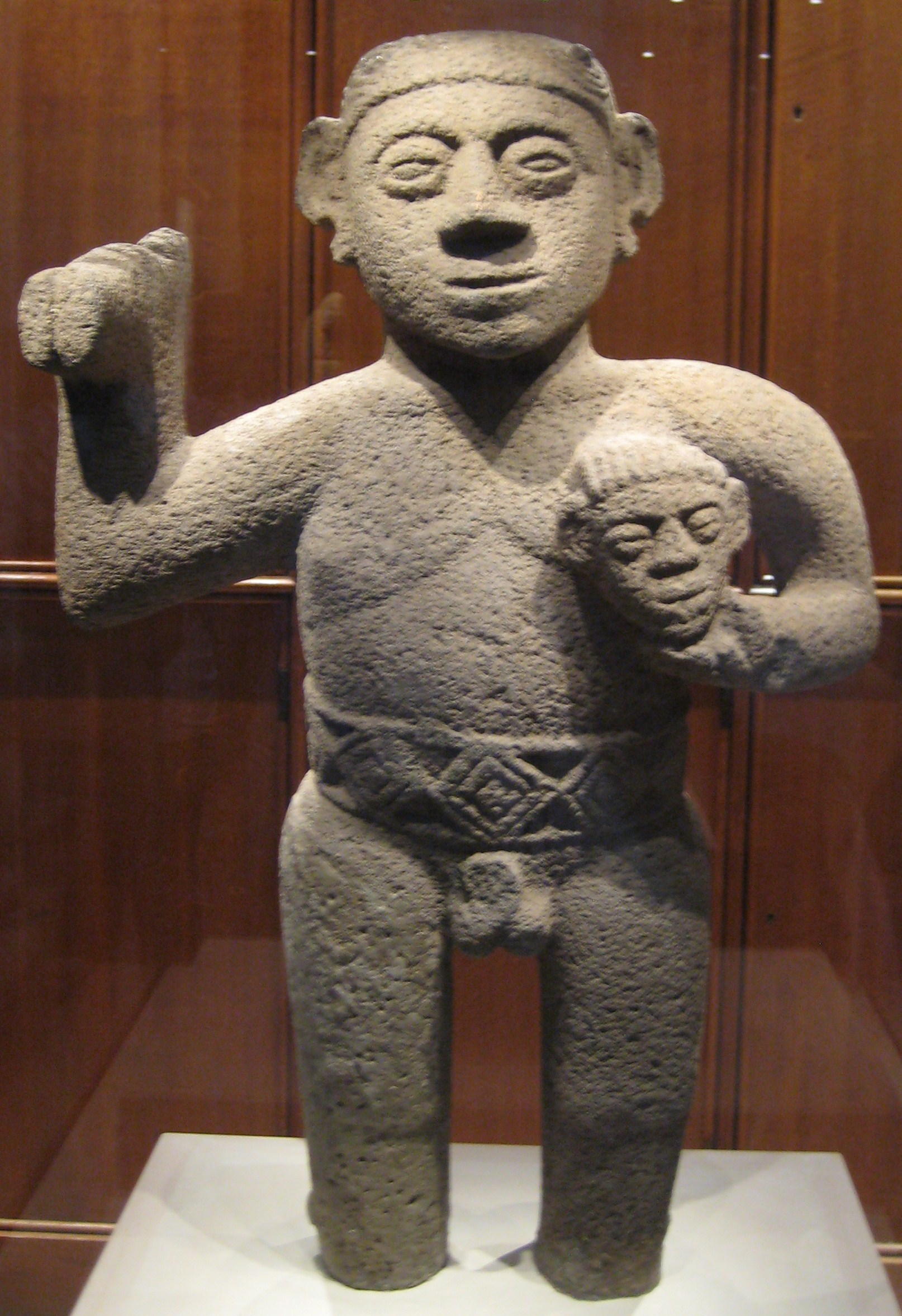
Los guerreros suerres y huetares solían cortar las cabezas de sus enemigos como trofeo, como lo muestra esta escultura hallada en la Vertiente del Atlántico de Costa Rica.

La región de Suerre, previo al arribo español a Costa Rica, estuvo habitada por un pueblo amerindio de posible etnia huetar, que durante la etapa de la conquista fue conocido como pueblo de los suerres, cuya cultura pertenecía a la llamada Área Intermedia. De la población de este territorio existen hallazgos arqueológicos que se remontan hasta 1500 a 300 antes de nuestra era. Del periodo de los cacicazgos tardíos (800-1500 de nuestra era) se han encontrado sitios en la región Caribe central como Las Mercedes (Guácimo), La Cabaña y Williamsburg (400-900).
El reino de Suerre rendía tributo al Señorío del Guarco, de los huetares de oriente, durante el siglo XVI. En los documentos españoles se mencionan dos reyes de esta región, Camaquiri y Cocorí, además de la existencia de un asentamiento de este pueblo en la confluencia de los ríos Reventazón y Jiménez, donde había un gran palenque con varios ranchos. Debido a la fama de ser «tierras de oro» de la provincia, la región fue objeto de exploraciones españolas durante la etapa de la conquista, por lo que el papel del reino de Suerre fue fundamental en la defensa del territorio por parte de los suerres y huetares, lo que condujo a que la mayoría de las expediciones españolas que intentaban ingresar al territorio costarricense por el lado del Caribe terminaran en fracaso. Se cree que los suerres tuvieron una importante participación en avisar a los vecinos reyes huetares sobre las incursiones españolas en la región, propiciando alianzas entre ellos.
La primera expedición española al Caribe norte de Costa Rica fue organizada en 1529, y dirigida por Martín de Estete, quien con ciento cincuenta soldados y numerosos indígenas auxiliares, partió de la ciudad de Granada en Nicaragua con varias embarcaciones, atravesó el lago de Nicaragua y, siguiendo antiguas calzadas prehispánicas, ingresó a las llanuras del norte costarricense, donde se ubicaba el reino de Suerre. Allí enfrentó la resistencia de los suerres, lo que lo obligó a retirarse de nuevo hacia Nicaragua.
La siguiente incursión se dio en 1540, cuando la presencia de Hernán Sánchez de Badajoz, enviado por la Audiencia de Panamá, en el Caribe sur costarricense, motivó una respuesta armada por parte de las autoridades de la ciudad de Granada, que consideraban el territorio parte de su jurisdicción. El gobernador de Nicaragua partió de Granada al mando de una tropa numerosa que incluía noventa soldados españoles, navegó por el río San Juan y la costa caribeña rumbo al sur, y enfrentó nuevamente la resistencia de los suerres. Tras alcanzar a los hombres de Badajoz, estos juraron someterse a la autoridad del gobernador de Nicaragua, pero pronto el acoso de los aborígenes, sumado al hambre y las enfermedades, obligó a los expedicionarios a volver por su camino.

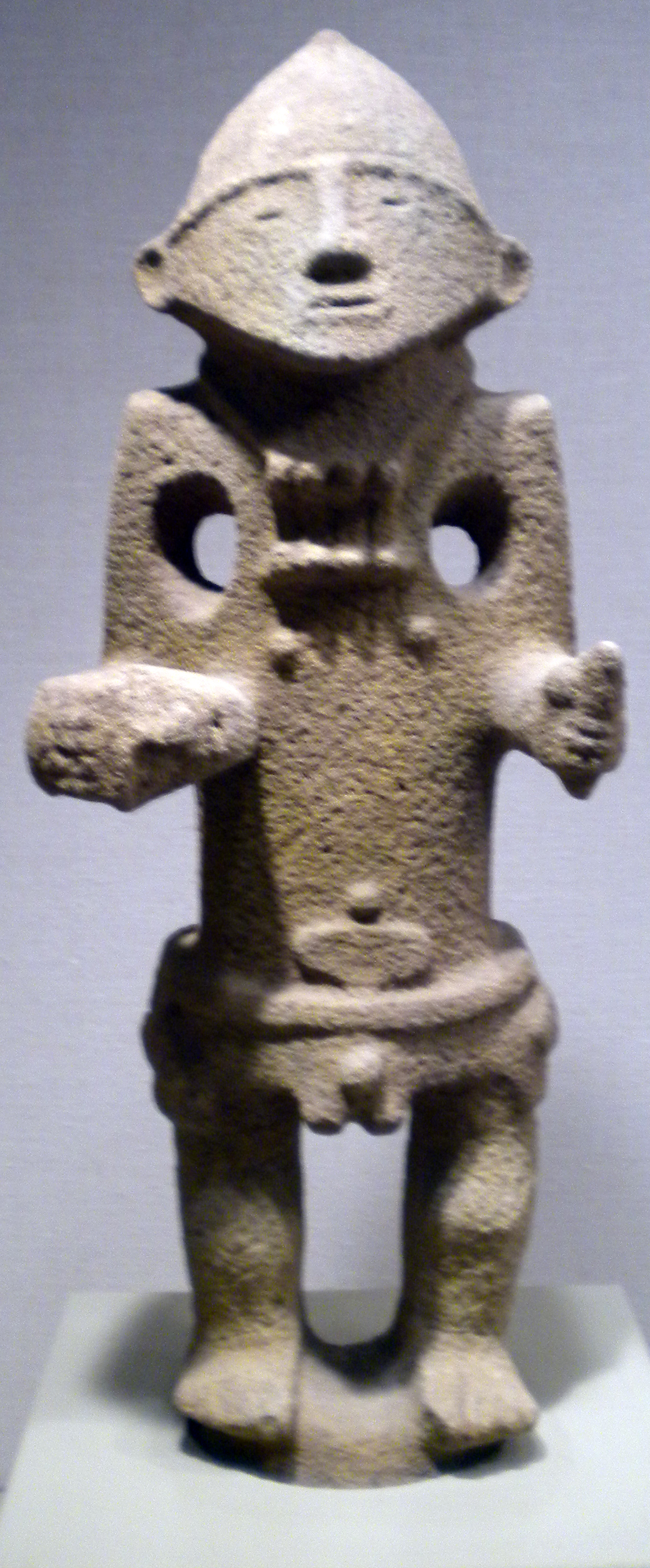
Figura precolombina del a, que representa a un guerrero de la región atlántica de Costa Rica. Estos guerreros solían adornarse con objetos de oro para la batalla, como se insinúa en la escultura. Esta joyería motivó la creencia, por parte de los españoles, de la riqueza aurífera de Suerre, lo que aumentó las expediciones hacia Costa Rica que terminaron con la conquista y colonización del país.

En 1540, Diego Gutiérrez y Toledo fue nombrado gobernador de Nuevo Cartago y Costa Rica. Una vez en Granada, desde donde pensaba dirigir su expedición, enfrentó la oposición de Rodrigo de Contreras, gobernador de Nicaragua, tras lo cual partió hacia Costa Rica al mando de setenta soldados españoles y un considerable contingente de indígenas, más caballos, provisiones, armas, etc. En dos bergantines atravesó el lago de Nicaragua, el río San Juan y la costa caribeña, buscando la desembocadura del río Suerre (Parismina), por el cual navegó río arriba hasta desembarcar y fundar la Villa de Santiago (1543). Desde Santiago continuó navegando aguas arriba unas treinta leguas hasta dar con una gran palenque indígena, en la comarca de Suerre propiamente dicha, en las inmediaciones de Atirro, al suroeste de Turrialba. Este palenque consistía en la residencia del rey de Suerre cuando iba a pescar al río. En esta zona, Gutiérrez rebautizó la comarca, el 4 de octubre de 1544, como ciudad de San Francisco, que tuvo efímera existencia. En San Francisco, fue visitado por los reyes de Suerre y Cuyupa y los reyes Camaquiri y Cocorí, acompañados por otros principales, que le obsequiaron gran cantidad de frutas, pero no oro. Gutiérrez decidió entonces la captura de ambos reyes, lo que motivó a los suerres a rebelarse, incendiando sus propios pueblos, cortando los árboles frutales y trasladándose hacia las zonas montañosas, llevándose con ellos las cosechas con el fin de quitar a los españoles todo medio de subsistencia.
Gutiérrez decidió levantar el campamento y perseguir a los indígenas. Ingresaron por las llanuras de Santa Clara y los siguieron hasta las faldas orientales del volcán Turrialba, que lograron cruzar con dificultad. Durante el trayecto y aprovechando un descuido de sus cuidadores, Camaquiri primero, y luego Cocorí, lograron escapar. Tras esto, la expedición española llegó al Valle de Tayut, a un pueblo llamado Teotique, dominios del rey Tayutic, donde cayó sobre ellos un numeroso grupo de guerreros ataviados con pintura de guerra de color rojo y negro, lanzando gritos de guerra y tocando tambores y caracoles. Los españoles, que sumaban unos cuarenta soldados, perdieron a la mitad de sus hombres diez minutos después de iniciado el ataque, incluido Gutiérrez, a quien le cortaron la cabeza como trofeo, como solían hacer estos aborígenes con sus enemigos. Los sobrevivientes emprendieron la huida hacia la costa, donde fueron reforzados por un grupo de españoles fuertemente armados justo cuando iban a ser capturados por un grupo de unos cien indígenas. No obstante, al enterarse de la muerte de Gutiérrez, decidieron abandonar la región, con lo que acabaron los intentos de los españoles de dominar el territorio costarricense ingresando por el Caribe.
Tras los intentos españoles de ingresar a Suerre por el Caribe, siguieron las expediciones por el Pacífico y la zona de Nicoya. Las noticias acerca de las supuestas grandes riquezas auríferas en el Valle del Suerre propició, entre otras, las expediciones de Juan de Cavallón y Arboleda, Juan de Estrada Rávago y Añez y Juan Vázquez de Coronado, quienes en su intento de acceder a esta región, finalmente culminaron con el descubrimiento y colonización del Valle Central de Costa Rica. Cavallón, en 1560, había ingresado por el lado del Pacífico hasta el Valle Central, donde fundó Castillo de Garcimuñoz y tuvo que enfrentar la resistencia de los huetares del rey Garabito, de los que sabía que obtenían su oro de la región del Atlántico. Cavallón logró realizar algunas exploraciones del Valle de Orosi, región del Valle del Guarco por la que buscaba acceder a los dominios de Tayutic, y clave para ingresar a Suerre. Garabito, no obstante, logró cerrarle el paso a Cavallón hacia Suerre al emboscarlo en el Valle de la Cruz (llanos de Esparza, San Mateo y Orotina), residencia tradicional de Garabito, lo que motivó luego el retiro del conquistador de nuevo hacia Nicaragua.

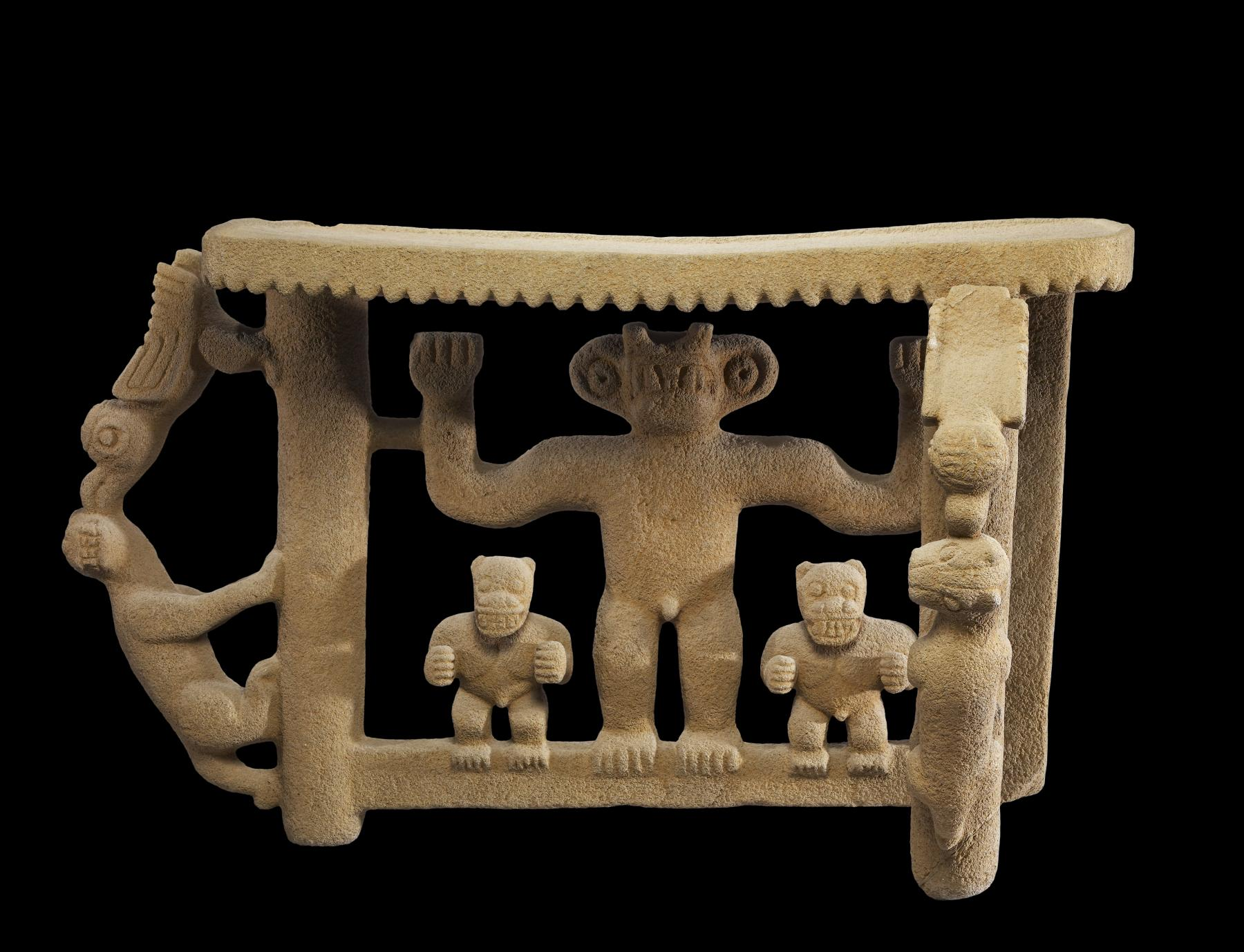
Metate ceremonial trípode con panel colgante, propio de la Vertiente Atlántica de Costa Rica, y muestra de arte precolombino único y distintivo de este país.

En 1560, el clérigo Juan Estrada Rávago, partió de Garcimuñoz y logró atravesar la temida región de la costa dominada por las tribus de Suerre y Corotapa, donde Tayutic, rey de Suerre, le mostró intenciones de acercarse a los españoles. Luego buscó abrir una nueva ruta más allá de los volcanes Irazú y Turrialba, intentando llegar hasta el punto al que había arribado Martín de Estete, y llegó finalmente hasta la frontera que Diego Gutiérrez y Toledo había cruzado para encontrar la muerte. Fundó allí la ciudad de Castillo de Austria y el puerto de San Jerónimo, en la desembocadura del río Suerre, tras lo cual, con la llegada de Juan Vázquez de Coronado y su proyecto de avanzar hacia el sur del país, hacia la provincia de Turucaca, que se creía rica en oro, se mostró inconforme con las ideas del nuevo líder y abandonó Castillo de Austria para volver a Nicaragua. Vázquez de Coronado, conocedor de la fiera resistencia de los suerres y del destino de las expediciones españolas en la región del Caribe, decidió abandonar la ruta de Suerre por considerarla arriesgada, y concentrarse en el dominio del pacífico sur costarricense, dominando las provincias de Turucuca y Coctú, luego atravesando la Cordillera de Talamanca y accediendo finalmente al Caribe.
En 1576, el gobernador Alonso Anguciana de Gamboa logró finalmente pacificar a los suerres, luego fundó un puerto sobre el río del mismo nombre, al que llamó Castillo de Austria en recuerdo de la ciudad fundada por Estrada Rávago, en su desembocadura, utilizando para ello el camino de mulas que logró habilitar entre Cartago y el litoral Caribe que llegaba a Suerre y Matina, constituyéndose éste en el primer puerto de Costa Rica en el Atlántico, por donde se exportaban mercaderías a Portobelo en Panamá. Dicho puerto funcionó hasta 1637 cuando fue abandonado por la disminución de su calado. Fue posteriormente reconstruido en 1651 por Juan Fernández de Salinas y La Cerda, que volvió a poblar el puerto de Suerre, con españoles e indios, construyó ocho ranchos y la aduana, sondeó el puerto y reabrió unos 145 kilómetros de camino por la montaña. La colonización total de la región de Suerre, no obstante, no se dio sino hasta después de la independencia de Costa Rica, con la construcción del ferrocarril al Atlántico.

## Cultura
Suerre es una de las más importantes regiones arqueológicas de Costa Rica, y se corresponde con la del Área Intermedia de América. Se hallan dentro de ella al menos cinco asentamientos complejos: Las Mercedes, La Cabaña, Williamsburg, Severo Ledezma y Anita Grande. En el área principal de estos sitios se construyeron montículos con paredes de piedra de hasta 2.5 m de altura, en algunas ocasiones, estas paredes de piedra muestran algunas formas de escultura. Los asentamientos pueden alcanzar extensiones de superficie entre 5 y 10 ha. Estos montículos presentan rampas o graderías de acceso. Sobre ellos se construían los palenques, tipo de vivienda de forma redondeada y cónica, que fue la predominante en toda la Región Central y Atlántica del país. Es frecuente encontrar calzadas o caminos empedrados, que interconectaban las aldeas o éstas con fuentes de materia prima, de hasta 8 km de distancia.
Las áreas funerarias son extensas, con un patrón funerario característico que abarca cementerios tanto dentro como fuera del área habitacional. Las tumbas están en montículos artificiales o en terrenos planos, siendo las tumbas de cajón las más frecuentes, con paredes de lajas o piedras de río, y recubiertas con lápidas de piedra o madera con figuras esculpidas de animales, como jaguares, monos o águilas. Las ofrendas funerarias consistían en cerámica, objetos de piedra y figuras de oro.
La cerámica presenta decoración modelada e incisa y la presencia de pintura bicroma y tricroma con líneas de pintura negra, roja, amarilla o blanca.
La estatuaria es abundante y alcanza cierta monumentalidad, esculpida en piedra volcánica, siendo muy variada y rica. Los suerres fueron un pueblo guerrero y esto se refleja en los motivos de su escultura, donde predominan las figuras de los guerreros con cabezas trofeo, además de los metates trípodes con panel colgante, manifestación única del arte precolombino costarricense. También pueden hallarse otros motivos como personajes fumando y cabezas-retrato.
Entre los modos de subsistencia, se practicó una agricultura de semillas, con el maíz como el grano principal, pero también se cultivó frijol y otros. Este tipo de agricultura se complementó con el cultivo de yuca, pejibaye, camote y otras curcubitáceas, además de la caza, la pesca y la recolección.
En cuanto al idioma, de acuerdo con Benzoni, en toda la región se hablaba el suerre, una lengua con similitudes con el idioma cabécar y emparentada con las lenguas chibchas, pero la muestra de esta lengua es de solo cinco lexemas, conservadas en el Novae novi orbis historiae libri tres. Probablemente, también se hablaba el huetar, lengua franca del país.